# گراهام اسمیت (شناگر)
گراهام اسمیت (به انگلیسی: Graham Smith) (زادهٔ ۹ مهٔ ۱۹۵۸) شناگر اهل کانادا است.